# Henry FitzRoy (1978)
Pour les articles homonymes, voir Henry FitzRoy.
Henry Oliver Charles FitzRoy, douzième duc de Grafton, connu sous le nom d’Harry Grafton, né à Londres le 6 avril 1978, est un pair d’Angleterre et un promoteur de musique de nationalité britannique. Il hérite du duché de Grafton en 2011, à la mort de son grand-père paternel, Hugh FitzRoy.

## Biographie
Harry Grafton est le fils de James Oliver Charles FitzRoy (1947-2009), comte d’Euston, et de son épouse, lady Claire Amabel Margaret Kerr (1951), fille de Peter Kerr, douzième marquis de Lothian.
Il est le descendant de Henry FitzRoy (1663-1690), premier duc de Grafton, lui-même fils illégitime du roi Charles II et de sa maîtresse Barbara Villiers, duchesse de Cleveland. Le patronyme de FitzRoy, qui signifie « fils du roi » en normand, est aussi porté par d’autres lignées naturelles descendantes de Charles II. Les armoiries ducales, qui reprennent les armoiries royales anglaises barrées d’un bâton péri, indiquent à la fois l’origine royale de la famille, mais également son illégitimité.
Après des études à Harrow School, puis à l’université d’Édimbourg, Henry FitzRoy passe une année post-graduate au Royal Agricultural College, dans le Cirencester, où il étudie la gestion de propriétés.
Entre 2002 et 2004, le vicomte entame une carrière professionnelle aux États-Unis, dans la promotion musicale, en tant qu’animateur de radio à Nashville, dans le Tennessee ; et entre 2005 et 2006, il est merchandiser pour les Rolling Stones dans le cadre du A Bigger Bang Tour,.
En 2007, il revient vivre à Londres. Deux ans plus tard, à la suite du décès de son père, il devient l’héritier du duché, et s’établit dans le Suffolk afin de prendre part à la gestion du domaine d’Euston Hall. Il promeut actuellement des événements musicaux en live, à l’intérieur du domaine familial tout en modernisant la ferme de 10 000 acres , soit environ 40 km2.
Le duc réside avec sa famille au Euston Hall, à Euston, dans le Suffolk, non loin de Thetford (Norfolk),.

### Famille et descendance
Le 14 août 2010, il épouse à Snowshill, dans le Gloucestershire, Olivia Sladen. De leur union naît :
- Alfred James Charles FitzRoy, comte d’Euston (né le 26 décembre 2012).

## Titulature
- 6 avril 1978 — 7 avril 2011 : le vicomte Ipswich
- depuis le 7 avril 2011 : Sa Grâce le duc de Grafton

Comme fils aîné du comte d’Euston, Henry FitzRoy porte dès sa naissance le deuxième titre subsidiaire de son grand-père, celui de vicomte Ipswich (Viscount Ipswich en anglais).
Au décès de son père survenu en 2009, lord Ipswich aurait pu porter le titre de comte d’Euston, traditionnellement attribué à l’héritier du duc de Grafton. Henry FitzRoy a cependant préféré conserver son titre vicomtal, jusqu’à la disparition de son grand-père. À la mort de ce dernier, Henry devient le douzième duc de Grafton (Duke of Grafton). Il use du prédicat nobiliaire de grâce.

## Armes
|  | Couronne de duc britannique Timbre … Écu Écartelé, aux I et IV contre-écartelé d’azur à trois fleurs de lis d’or (de France) et de gueules à trois léopards d’or (d’Angleterre) ; au II d’or, au lion de gueules, au double trescheur fleuronné et contre-fleuronné du même (d’Écosse) ; au III d’azur, à la harpe d’or, cordée d’argent (d’Irlande) ; au bâton d’azur componné d’argent de six pièces péri en barre Support À dextre un lion d’or à la couronne ducale d’azur et à senestre un lévrier d’argent ; chacun colleté d’un collier contre-componé d’argent et d’azur Devise Et decus et pretium recti |